# 天鎧鵬貴由輝
天鎧鵬 貴由輝（てんかいほう たかゆき、1984年10月14日 - ）は、熊本県玉名市（旧玉名郡天水町）出身で尾上部屋に所属していた元大相撲力士。本名は南 貴由輝（みなみ たかゆき）。身長183cm、体重188kg、血液型はB型。得意技は右四つ・寄り。最高位は西前頭8枚目（2013年11月場所）。現在は年寄・北陣。

## 来歴
小学校1年の頃に既に60㎏に達した巨体を活かして相撲を始め、熊本市立河内中学校時代に九州中体連相撲個人戦において3位に入賞し、全国中体連相撲に出場して頭角を現す。文徳高校時代には3年連続して全国高等学校総合体育大会に出場し、高校2年時にベスト8入り、高校3年時にはベスト16入りという成績を残した。その後、日本大学へ進学して日本大学相撲部に入部する。相撲部の同期には大翔湖・山本山・清瀬海がいる。大学を卒業する直前に、高校と大学の先輩にあたる17代尾上（元小結・濱ノ嶋）が師匠を務める尾上部屋へ入門し、2007年1月場所において前相撲から初土俵を踏んだ。
初めて番付に名前が載った翌3月場所では、四股名が同期生である暁太郎（高田川部屋）の本名と混同されてしまい、番付表に「南貴大」と誤記された。序ノ口、序二段をそれぞれ1場所で通過し、7月場所では7戦全勝で三段目優勝を果たし、三段目も一場所で通過。その後も負け越ししらずのまま幕下上位まで番付を上げていったものの、西幕下5枚目で迎えた2008年7月場所で自身初の負け越しを経験。その後は幕下中位での土俵が続いた。2010年11月場所は6勝1敗の成績で優勝決定戦に進出したが、決定戦で妙義龍に敗れて優勝はならなかった。翌2011年1月場所は自己最高位の西幕下筆頭の地位で迎えたが、3勝4敗と負け越して十両昇進とはならなかった。同年5月技量審査場所において東幕下6枚目の位置で4勝3敗と勝ち越し。普段なら十両昇進の望みは薄い成績であるが、大相撲八百長問題で多数の引退者が出た影響もあって翌7月場所には新十両へ昇進し、それに伴い四股名を本名の「南」から「天鎧鵬」と改めた。四股名は父親の考案によるもので、出身地である玉名市天水町から「天」と1字取り、「鎧」は「鎧（よろい）のように力強く」という意味で、「鵬」は父親がその字を四股名に使いたかったということである。
新十両となった2011年7月場所では10勝5敗の好成績を挙げ、西十両3枚目へと番付を大きく上げた翌9月場所でも8勝7敗と勝ち越し、続く11月場所でも8勝7敗と勝ち越しを決めて、翌2012年1月場所において新入幕を果たした。新入幕の1月場所は8勝7敗と勝ち越したが、そこから2場所続けて負け越して同年7月場所では十両へ陥落。しかしここで9勝6敗と勝ち越して翌9月場所において再入幕を果たした。しかし、その9月場所では6勝9敗と負け越し、翌11月場所では再び十両へ陥落した。
しばらく十両での土俵が続いていたが、2013年7月場所で10勝を挙げて同年9月場所において3回目の入幕を果たし、その9月場所では8勝7敗と新入幕の場所以来となる幕内での勝ち越しを決めた。翌11月場所では自己最高位となる西前頭8枚目の位置まで番付を上げたが、その11月場所では2勝13敗と大敗して、翌2014年1月場所では十両へ陥落した。翌3月場所には4回目の入幕を果たしたものの、10日目の旭天鵬戦で右足関節を捻挫して翌11日目からは休場し、結果的には3勝8敗4休と大きく負け越して、翌5月場所では十両へ陥落した。その後も故障の影響を隠せず、2014年7月場所は西十両10枚目の地位で土俵に上がり、ここで5勝10敗の成績に終わったことで新十両昇進以降19場所守り抜いた関取の座を明け渡すこととなった。1場所の幕下暮らしを挟んで十両に復帰した同年11月場所は中日まで7勝1敗、11日目に勝ち越しを果たすなど好調であり、場所を10勝5敗で終えた。以降は十両に再定着していたが、2016年5月場所において、東十両14枚目の地位で4勝11敗と大敗して幕下に陥落。翌7月場所以降は幕下での相撲が続いた。2019年3月場所で現役を引退し、元大関の琴奨菊から秀ノ山を借りて襲名した。関取在位29場所なので通常は年寄になれないが「関取在位通算28場所以上なら、名跡の前保有者と師匠、保証人の親方の願書があれば、理事会でその是非を決定する」という規定を利用して襲名が許された。引退会見では「やりきった」と晴れやかな表情を見せ、家族や親方、女将への感謝を語り、「自分がお客さんを沸かせるような相撲を取れていないので、お客さんに喜んでもらえるような力士を育てたい」と今後の抱負を語った。思い出の相撲には新入幕で勝ち越しを決めた2012年1月場所13日目の旭天鵬戦、負ければ幕下陥落だった2016年3月場所千秋楽の照強戦を挙げた。6月8日に両国国技館で行われた断髪式には150人が出席し、鋏を入れた1人である田中英壽は「大学時代は強くなかった。まじめでコツコツ努力する子で、プロになって強くなった。よく頑張りました」とねぎらった。その後、2020年2月1日付で元益荒雄所有の音羽山に、2023年1月26日付で日本相撲協会所有の佐ノ山、2023年7月21日付で遠藤所有の北陣に名跡を変更した。
2021年3月11日、日本相撲協会は協会所属の年寄と力士750人に対して10日に実施した新型コロナウイルス感染を調べるPCR検査の結果について、音羽山の新型コロナ陽性が確認されたことを発表した。音羽山は入院治療を行い、21日に協会の芝田山広報部長から退院が発表された。一時は味覚異常の症状があったという。

## エピソード
- 2013年1月3日に放送されたTBS『ぴったんこカン・カン』における「横綱・日馬富士率いる総勢19名大相撲軍団 新年会スペシャル」に、日馬富士や大関・琴欧洲らと共に大相撲力士軍団の1人として出演した。番組内で一行は「クリスタルジェミー」社長・中島香里の静岡県熱海市にある自宅豪邸を訪問しての新年会を行ったが、その際に「中島家のお手伝いさん」として登場した泉ピン子から、参加した力士軍団19人の中では最も番付が下（2013年1月場所時点で東十両6枚目）だったために、本人は「ペーペー」という呼び名を付けられた。また、本人はその新年会にて、ビールが注がれたコップを口だけで咥えて中身を一瞬で飲み干すという得意芸「手を使わないビールの一気飲み」を披露した。
- 2014年4月にYouTubeにて公開されたファレル・ウィリアムスのシングル曲「Happy」のプロモーションビデオに、尾上部屋の同僚力士である里山と時津風部屋の所属力士である豊ノ島と共に登場した。
- 2015年9月11日に2歳年上の介護福祉士の女性と結婚した[12]。
- 2015年11月場所千秋楽に、本場所中に会場内に設置されるその日の取組を紹介する電光掲示板のうちの1つで、大翔鵬と間違えられたことがある。ちなみにこの場所の大翔鵬の番付は幕下で、この日は取り組みが無かった。
- 親方となってからは、小野川（元幕内・北太樹）、岩友（元幕内・木村山）、不知火（元小結・若荒雄）らと共に日本相撲協会公式YouTubeチャンネルに度々出演している他、同チャンネルの幕内取組生解説で司会を務めている。
- 新型コロナウイルス感染拡大によって導入されたリモート取材に関して、2020年9月場所に「もし自分が現役なら?」と聞かれた際、「受けますよ。でも自分は現役時代、取材していただく機会が少なかったので…。負けても（本場所の）前半だったらいいですけど、負けて（十両や幕下に）落ちる時はきついですよね」と状況によるものの概ね肯定する立場を示した[13]。
- 令和5年初場所5日目の日本相撲協会公式YouTubeチャンネル「親方ちゃんねる」内で、漢字検定準2級を取得している事を明かす。取得理由は「（漢字が）好きで」と、多くは語らず。同チャンネルの企画で漢字テストを行った際、92点でぶっちぎりの1位となった。

## 主な成績

### 通算成績
- 通算成績：367勝365敗4休（74場所）
- 幕内成績：38勝63敗4休（7場所）

### 各段優勝
- 三段目優勝：1回（2007年7月場所）

### 場所別成績
| | 一月場所 初場所（東京） | 三月場所 春場所（大阪） | 五月場所 夏場所（東京） | 七月場所 名古屋場所（愛知） | 九月場所 秋場所（東京） | 十一月場所 九州場所（福岡） |
| --- | ----------------------- | ----------------------- | ----------------------- | --------------------------- | ----------------------- | --------------------------- |
| 2007年 （平成19年） | （前相撲）              | 西序ノ口31枚目 6–1      | 西序二段60枚目 6–1      | 東三段目92枚目 優勝 7–0     | 西幕下59枚目 5–2        | 東幕下41枚目 5–2            |
| 2008年 （平成20年） | 東幕下28枚目 6–1        | 東幕下12枚目 4–3        | 東幕下8枚目 5–2         | 西幕下5枚目 2–5             | 東幕下16枚目 3–4        | 東幕下23枚目 5–2            |
| 2009年 （平成21年） | 西幕下13枚目 3–4        | 東幕下22枚目 4–3        | 西幕下17枚目 2–5        | 西幕下32枚目 4–3            | 東幕下26枚目 4–3        | 西幕下20枚目 5–2            |
| 2010年 （平成22年） | 西幕下16枚目 2–5        | 東幕下28枚目 5–2        | 東幕下18枚目 3–4        | 東幕下29枚目 4–3            | 東幕下22枚目 5–2        | 東幕下11枚目 6–1            |
| 2011年 （平成23年） | 西幕下筆頭 3–4          | 八百長問題 により中止   | 東幕下6枚目 4–3         | 西十両10枚目 10–5           | 西十両3枚目 8–7         | 東十両筆頭 8–7              |
| 2012年 （平成24年） | 西前頭13枚目 8–7        | 西前頭11枚目 6–9        | 東前頭13枚目 5–10       | 東十両2枚目 9–6             | 西前頭13枚目 6–9        | 東十両筆頭 5–10             |
| 2013年 （平成25年） | 東十両6枚目 8–7         | 西十両5枚目 7–8         | 西十両6枚目 8–7         | 西十両5枚目 10–5            | 東前頭12枚目 8–7        | 西前頭8枚目 2–13            |
| 2014年 （平成26年） | 東十両2枚目 8–7         | 東前頭15枚目 3–8–4      | 西十両6枚目 6–9         | 西十両10枚目 5–10           | 東幕下筆頭 4–3          | 東十両13枚目 10–5           |
| 2015年 （平成27年） | 東十両7枚目 7–8         | 東十両8枚目 10–5        | 東十両2枚目 5–10        | 西十両6枚目 7–8             | 東十両7枚目 5–10        | 東十両13枚目 9–6            |
| 2016年 （平成28年） | 東十両7枚目 5–10        | 東十両11枚目 6–9        | 東十両14枚目 4–11       | 西幕下6枚目 3–4             | 東幕下12枚目 3–4        | 東幕下18枚目 4–3            |
| 2017年 （平成29年） | 西幕下12枚目 2–5        | 東幕下25枚目 2–5        | 東幕下41枚目 5–2        | 西幕下29枚目 4–3            | 西幕下21枚目 4–3        | 西幕下17枚目 4–3            |
| 2018年 （平成30年） | 東幕下14枚目 5–2        | 西幕下4枚目 3–4         | 東幕下8枚目 2–5         | 西幕下22枚目 5–2            | 西幕下11枚目 3–4        | 西幕下19枚目 3–4            |
| 2019年 （平成31年 /令和元年） | 東幕下29枚目 1–6        | 西幕下52枚目 引退 4–3–0 | x                       | x                           | x                       | x                           |
| 各欄の数字は、「勝ち-負け-休場」を示す。 優勝 引退 休場 十両 幕下 三賞：敢=敢闘賞、殊=殊勲賞、技=技能賞 その他：★=金星 番付階級：幕内 - 十両 - 幕下 - 三段目 - 序二段 - 序ノ口 幕内序列：横綱 - 大関 - 関脇 - 小結 - 前頭（「#数字」は各位内の序列） |                         |                         |                         |                             |                         |                             |

### 幕内対戦成績
| 力士名 | 勝数 | 負数 | 力士名     | 勝数 | 負数 | 力士名   | 勝数 | 負数 | 力士名   | 勝数 | 負数 |
| ------ | ---- | ---- | ---------- | ---- | ---- | -------- | ---- | ---- | -------- | ---- | ---- |
| 碧山   | 1    | 1    | 朝赤龍     | 1    | 3    | 旭日松   | 1    | 1    | 東龍     | 0    | 1    |
| 阿覧   | 1    | 0    | 勢         | 1    | 0    | 遠藤     | 0    | 2    | 隠岐の海 | 0    | 1    |
| 魁聖   | 0    | 2    | 臥牙丸     | 0    | 1    | 鏡桜     | 0    | 1    | 北太樹   | 4    | 0    |
| 皇風   | 1    | 0    | 木村山     | 0    | 1    | 旭秀鵬   | 1    | 0    | 旭天鵬   | 1    | 3    |
| 磋牙司 | 1    | 0    | 佐田の富士 | 1    | 6    | 常幸龍   | 1    | 2    | 翔天狼   | 1    | 2    |
| 松鳳山 | 0    | 2    | 大道       | 1    | 2    | 貴ノ岩   | 0    | 1    | 隆の山   | 2    | 0    |
| 髙安   | 1    | 0    | 宝富士     | 0    | 3    | 豪風     | 0    | 1    | 玉飛鳥   | 0    | 1    |
| 玉鷲   | 1    | 1    | 千代大龍   | 0    | 2(1) | 千代の国 | 0    | 1    | 時天空   | 3    | 1    |
| 徳勝龍 | 0    | 2    | 栃煌山     | 0    | 1    | 栃ノ心   | 1    | 1    | 栃乃若   | 1    | 0    |
| 豊響   | 1    | 1    | 鳰の湖     | 1    | 0    | 富士東   | 0    | 4    | 寶智山   | 1    | 0    |
| 豊真将 | 1    | 1    | 舛ノ山     | 0    | 3    | 雅山     | 0    | 1    | 芳東     | 1    | 0    |
| 嘉風   | 1    | 3    | 若荒雄     | 1    | 1    | 若の里   | 2    | 0    |          |      |      |

## 改名歴
力士
- 南 貴由輝（みなみ たかゆき）2007年1月場所 - 2011年5月技量審査場所
- 天鎧鵬 貴由輝（てんかいほう - ）2011年7月場所 - 2019年3月場所

年寄
- 秀ノ山 貴由輝（ひでのやま - ）2019年3月23日 - 2020年2月1日
- 音羽山 貴由輝（おとわやま - ）2020年2月1日 - 2023年1月26日
- 佐ノ山 貴由輝（さのやま - ）2023年1月26日 - 2023年7月21日
- 北陣 貴由輝（きたじん - ）2023年7月21日 -

## テレビ出演
- 2010年5月31日 SMAP×SMAP 里山とともに把瑠都の付け人として出演